# 542

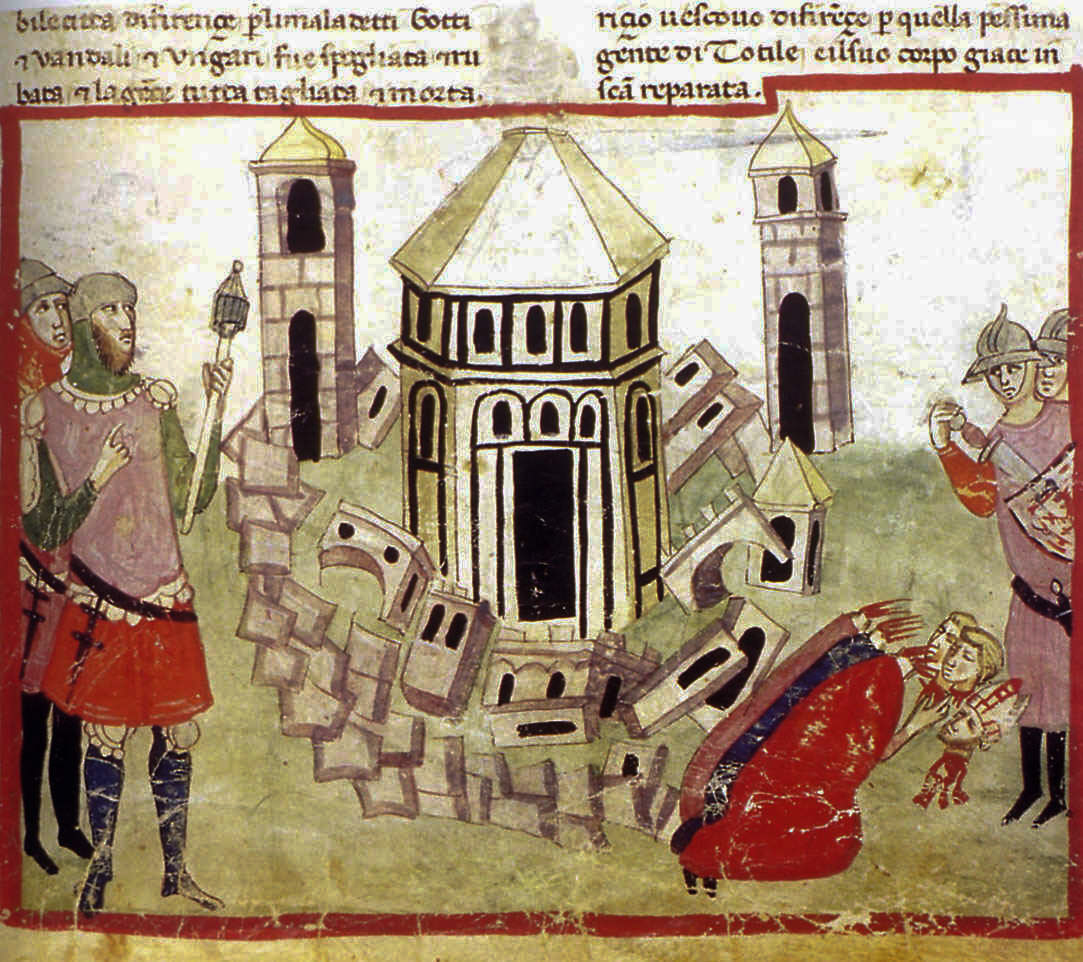
Koning Totila breekt de muren af van Florence

Het jaar 542 is het 42e jaar in de 6e eeuw volgens de christelijke jaartelling.

## Gebeurtenissen

### Byzantijnse Rijk
- Keizer Justinianus I schaft officieel het ambt van consul, het hoogste magistraat, in het Byzantijnse Rijk de facto af.
- De Byzantijnen evacueren Sebastopolis en breken de vesting af, om te voorkomen dat deze in Perzische handen valt.
- Constantinopel wordt getroffen door de pest.
- De Basilica Cisterne, een wateropslagplaats onder de hoofdstad Constantinopel, wordt voltooid. (waarschijnlijke datum)

### Europa
- Lente - Slag bij Faventia: De Ostrogoten onder leiding van Totila verslaan bij Faventia het Byzantijnse leger (12.000 man).
- Totila valt Toscane binnen en belegert de stad Florence. De Byzantijnen trekken zich terug op Perusia, Spoleto en Rome.
- Totila voert een veldtocht in het zuiden van Italië. De gebieden Apulië, Lucanië en Calabrië worden door hem onderworpen.

### Azië
- Tweede Chinese overheersing: De Liang-dynastie stuurt een expeditieleger naar het opstandige Vietnam.
- Khusro I bereidt een veldtocht tegen Palestina voor, maar ziet daar uiteindelijk van af, vermoedelijk vanwege de uitbraak van de pest.

## Religie
- Jacobus Baradaeus, stichter van de Syrisch-orthodoxe Kerk van Antiochië, wordt ingewijd tot bisschop van Edessa (huidige Turkije).

## Geboren
- David, Welsh kluizenaar en bisschop (waarschijnlijke datum)

## Overleden
- 27 augustus - Caesarius van Arles, bisschop en heilige
- Diarmaid, Iers geestelijke (waarschijnlijke datum)
- Flavia, Italiaans geestelijke en heilige
- Placidus van Subiaco, Italiaans geestelijke
- Witiges, koning van de Ostrogoten